# Лепельський район
Ле́пельський райо́н (біл. Лепельскі раён) — адміністративно-територіальна одиниця Вітебської області Білорусі.

## Особистості
В районі народилися:
- Квітинський В'ячеслав Антонович — радянський партизан, Герой Радянського Союзу (с. Антовільно).
- Кузьмич Олексій Федорович (* 1955) — білоруський політик (с. Свяда).
- Чаропка Станіслав Олександрович (* 1977) — білоруський історик (с. Новозаслоново).

| Білорусь | Це незавершена стаття з географії Білорусі. Ви можете допомогти проєкту, виправивши або дописавши її. |